# Лундстрем, Микаэль
Микаэль Лундстрем (швед. Mikael Lundström; род. 8 декабря 1949, Вестерос) — шведский хоккеист, тренер и спортивный функционер.

## Биография
В качестве хоккеиста выступал в низших шведских лигах за клуб «Викарбю» и молодёжную команду «Муры». Будучи тренером Лундстрем несколько лет работал с командами из Элитсерии «Лулео» и «Вестерос». Позднее специалист возглавлял сборные Франции, Кувейта и Дании. Под руководством Лундстрема «викинги» вышли в элитный дивизион Чемпионата мира и закрепились в нем.
После ухода с поста наставника датчан, тренер перешел на управленческую работу. До 2016 года Лундстрем занимал должности президента и спортивного директора Шведской ассоциации хоккея.

## Достижения
- Победитель первого дивизиона чемпионата мира по хоккею с шайбой (1): 2002.